# Racata grata
Racata grata là một loài nhện trong họ Linyphiidae.
Loài này thuộc chi Racata. Racata grata được Alfred Frank Millidge miêu tả năm 1995.